# Zodiac P.I.
Zodiac P.I. és un manga japonès creat per Natsumi Ando, originalment publicat al Japó com Jūnikyū de Tsukamaete (十二宮でつかまえて, Detectiu del Zodíac) començant a finals de 2001. La sèrie s'ha publicat en Japó per Kodansha i està sent publicada en anglès per Tokyopop.

## Argument
El personatge principal del manga, el "Zodiac P.I." del títol, és una xica de tretze anys anomenada Lili Hoshizawa (星沢リリ Hoshizawa Lili), que usa els horòscops i l'astrologia per resoldre crims, acompanyada i ajudada pel seu amic d'infància Hiromi després que torna d'estar deu anys a Amèrica per temes d'estudis. Lili usa l'Anell Estrela per dir la bonaventura i, a vegades, rebre una disfressa de "Detectiu Spica", en la qual ningú la reconeix, excepte Hiro (estes transformacions són un comú element bàsic dels mangues de Magical Girls). L'anell se'l va donar a Lili sa mare, que l'usà anteriorment per transformar-se en Detectiu Spica; un dels objectius de Lili a llarg terme és descobrir que va passar amb la seva desapareguda. Usant aquest anell, Lili ha de resoldre molts casos incloent el primer publicat, sobre Chihiro, una xica assassinada a la seva classe.
Els seus altres casos la porten a diferents llocs al voltant d'una escola de piano, a l'estudi de televisió d'algú que endevina el futur, a un casament. Els resol amb l'ajuda de Hiromi.
Per resoldre els crims, ha d'esbrinar la data de naixement de les víctimes i els seus signes com Leo, Verge, etc. Després usant el poder de l'anell cridarà l'esperit del signe d'eixa persona. Llavors preguntarà per l'horòscop de la víctima en una data específica que estiga connectada amb el crim. Juntament amb l'horòscop, l'esperit li donarà una pista per resoldre el crim.